# Arnaud De Lie
Arnaud De Lie (* 16. března 2002) je belgický profesionální silniční cyklista jezdící za UCI ProTeam Lotto–Dstny.

## Kariéra

### Lotto–Soudal (2022–)
De Lie svou první profesionální sezónu zahájil na pětidenní sérii závodů Vuelta a Mallorca. V prvních dvou závodech se nezúčastnil boje o vítězství, to se však změnilo v posledním závodu, Trofeo Playa de Palma, v němž v hromadném sprintu porazil Juana Sebastiána Molana a získal tak své první profesionální vítězství. Další vítězství si připsal na začátku března, když zvítězil v belgickém jednodenním závodu Grote Prijs Jean-Pierre Monseré.

## Hlavní výsledky
2019
Národní šampionát
 vítěz silničního závodu juniorů
vítěz Vlámsko-Brabantský šíp
vítěz GP Marcel Schorils
vítěz Stergas Vlaams-Brabant Classic
5. místo Trofeo Comune di Vertova
Ster van Zuid-Limburg
6. místo celkově
7. místo Paříž–Roubaix Juniors
7. místo La Route des Géants
8. místo E3 BinckBank Classic Junioren
2020
La Philippe Gilbert Juniors
 celkový vítěz
 vítěz vrchařské soutěže
vítěz 1. etapy
vítěz Omloop van Valkenswaard
vítěz Ster van Zuid-Limburg
Mistrovství Evropy
 3. místo silniční závod juniorů
7. místo Kuurne–Brusel–Kuurne Juniors
2021
Okolo Jižních Čech
 celkový vítěz
 vítěz bodovací soutěže
 vítěz soutěže mladých jezdců
vítěz 2. etapy
International Beloften Weekend
 celkový vítěz
vítěz 3. etapy
Tour Alsace
 vítěz bodovací soutěže
vítěz etap 2 a 5
vítěz Omloop Het Nieuwsblad Espoirs
Circuit des Ardennes International
vítěz 2. etapy
9. místo Paříž–Tours Espoirs
2022
vítěz Trofeo Playa de Palma
vítěz Grote Prijs Jean-Pierre Monseré
vítěz Volta Limburg Classic
vítěz Grote Prijs Marcel Kint
vítěz Heistse Pijl
vítěz Ronde van Limburg
vítěz Schaal Sels
vítěz Egmont Cycling Race
Tour de Wallonie
vítěz 3. etapy
2. místo Omloop van het Houtland
3. místo Nokere Koerse
3. místo Veenendaal–Veenendaal Classic
4. místo Bretagne Classic
4. místo Tro-Bro Léon
5. místo Paříž–Chauny
6. místo Dwars door het Hageland
6. místo Circuit Franco–Belge
6. místo Polynormande
6. místo Gooikse Pijl
7. místo Eschborn–Frankfurt
8. místo Classic Brugge–De Panne
8. místo Antwerp Port Epic
8. místo Paříž–Bourges
9. místo Bredene Koksijde Classic
9. místo Le Samyn
2023
vítěz Grand Prix Cycliste de Québec
vítěz Grand Prix du Morbihan
vítěz Circuit Franco–Belge
vítěz Clàssica Comunitat Valenciana 1969
vítěz Polynormande
vítěz Grote Prijs Jef Scherens
vítěz Famenne Ardenne Classic
Tour de Wallonie
vítěz 2. etapy
Renewi Tour
 vítěz bodovací soutěže
 vítěz soutěže mladých jezdců
2. místo Omloop Het Nieuwsblad
2. místo Clásica de Almería
2. místo Tro-Bro Léon
2. místo Paříž–Bourges
Mistrovství Evropy
4. místo silniční závod
6. místo Dwars door Vlaanderen
6. místo Binche–Chimay–Binche
Étoile de Bessèges
7. místo celkově
 vítěz bodovací soutěže
vítěz etap 1 a 3
7. místo BEMER Cyclassics
7. místo Kuurne–Brusel–Kuurne
7. místo Brabantský šíp
2024
4. místo Clásica de Almería

### Výsledky na Grand Tours
| Grand Tour      | 2024 |
| --------------- | ---- |
| Giro d'Italia   | —    |
| Tour de France  | 119  |
| Vuelta a España |      |

### Výsledky na klasikách
| Monument                        | 2022 | 2023 | 2024 |
| ------------------------------- | ---- | ---- | ---- |
| Milán – San Remo                | —    | 95   | —    |
| Kolem Flander                   | —    | —    | —    |
| Paříž–Roubaix                   | —    | 50   | —    |
| Lutych–Bastogne–Lutych          | —    | —    | —    |
| Giro di Lombardia               | —    | —    |      |
| Klasika                         | 2022 | 2023 | 2024 |
| Omloop Het Nieuwsblad           | —    | 2    | 10   |
| Kuurne–Brusel–Kuurne            | 92   | 7    | —    |
| Classic Brugge–De Panne         | 8    | —    | —    |
| Dwars door Vlaanderen           | DNF  | 6    | —    |
| Scheldeprijs                    | 14   | —    | —    |
| Brabantský šíp                  | —    | 7    | —    |
| Eschborn–Frankfurt              | 7    | 11   | —    |
| Hamburg Cyclassics              | —    | 7    |      |
| Bretagne Classic                | 4    | 55   |      |
| Grand Prix Cycliste de Québec   | —    | 1    |      |
| Grand Prix Cycliste de Montréal | —    | 34   |      |
| Paříž–Tours                     | DNF  | DNF  |      |

| —   | Nezúčastnil se |
| DNF | Nedokončil     |
| NS  | Nejelo se      |